# Арсений Грек
Арсений Грек (род. ок. 1610 — ум. после 1666) — иеромонах, переводчик греческих и латинских книг и учитель греко-латинской школы.

## Биография
Родился около 1610 года в еврейской семье, принявшей христианство, по одним источникам в Солуни, а по его собственным словам, в греческом городе Трикала. Когда ему исполнилось 14 лет, его старший брат, архимандрит Афанасий, по обычаю греков того времени, отвёз его в Венецию, для обучения грамматике, а оттуда в Рим. Здесь Арсений, по его собственным показаниям, данным впоследствии князю Никите Одоевскому в Москве, учился «Омирову и аристотелеву учению и седьми соборам». Когда дело дошло до 8 и 9 собора, и от него, по римскому обычаю, потребовали клятву, что он примет римскую веру, так как иначе «того учения никому не открывают и учить не велят», то он, во избежание неприятностей со стороны католического духовенства, прикинулся больным и уехал из Рима. Впоследствии, однако, находясь в ссылке в Соловках, Арсений сознался, что во время пребывания в столице папы он в действительности поменял веру, потому что иначе его бы не приняли в римское училище. Позднее он три года обучался в Падуанском университете философским и врачебным наукам. Вернувшись на родину и заметив, что братья заподозрили его в отступничестве от православия во время пребывания в Риме, он торжественно проклял папскую веру и затем, 23 лет от роду, принял монашество.
Пробыв некоторое время игуменом в монастыре на острове Кяфе, он жил затем у воевод валахского Матвея и молдавского Василия. Пробыв у последнего два года, он решил отправиться в Киевскую академию, пользовавшуюся в то время громкою славою как рассадник славянского образования; но в Львове он узнал, что в академию не принимают без разрешения польского короля. Отправившись в Варшаву, он был допущен к королю, которого вылечил от каменной болезни, за что получил грамоту к киевскому митрополиту Сильвестру Коссову. В Киеве Арсений встретился с иерусалимским патриархом Паисием, которому очень понравился своим умом и разносторонним образованием. Патриарх взял его с собою в Москву, куда они прибыли 26 января 1649 года. В Москве Паисий расхвалил его перед всеми и на всё время своего пребывания в столице зачислил в штат патриаршей свиты, так что молодой грек, как «патриарший уставщик», наравне с прочими членами, получил на прощальной аудиенции, данной царём патриарху, «царское жалованье».
С отъездом Паисия Арсений, «яко многим языком искусный», по приглашению царя Алексея Михайловича, занялся было учительством, но вскоре одно обстоятельство неожиданно прервало его педагогическую деятельность. На обратном пути через Киев и Валахию патриарх Паисий узнал от тамошнего населения такие нелестные для репутации рекомендованного им русскому правительству грека отзывы, что счёл своим долгом с дороги сообщить об этом в Москву. «Еще да будет ведомо тебе, благочестивый царь, про Арсения, — доносил патриарх со слов малороссов и валахов, — что он… прежде был иноком и священником и сделался басурманом; потом бежал к ляхам и у них обратился в униата, — способен на всякое злое безделие: испытайте его добре и все это найдете…» В своё оправдание Паисий писал: «Я нашел его в Киеве и взял с собою, а он не мой старец. Я того про него не ведал…» Донесение патриарха обратило на себя внимание царя. Князю Н. И. Одоевскому и думному дьяку М. Волошенинову велено было учинить допрос Арсению. Но он во всём запирался: «Католического сакрамента в Риме не принимал и не только в басурманстве, во и в униатстве не был». Энергично отрицая все обвинения, Арсений, торжественно заявил, что «буде кто уличит его в таком двойном отступничестве, тогда пусть царское величество велит снять с него шкуру: милости в том он, Арсений, у государя не просит». Однако, когда предубеждённый против подсудимого письмом патриарха князь Одоевский пригрозил телесным осмотром, то Арсений сознался, что он действительно был обасурманен, неволею, но впоследствии принёс покаяние янинскому митрополиту и был им помазан миром. Сосланный по суду в Соловки, он, в продолжении трёх лет, проведённых там, всячески старался расположить в свою пользу монахов, которые отозвались о нём весьма одобрительно. Соловецким инокам Арсений рассказал много негативного о греческом православии, что потом существенно отразилось на старообрядческих настроениях братии.
На Соловках Арсения Грека в 1651 году заприметил митрополит Новгородский Никон, который забрал его сначала в Новгород, а позднее став патриархом, перевёз в Москву. Никон отвёл Арсению келью в собственном доме, поручил заведование патриаршей библиотекой и назначил справщиком и переводчиком богослужебных книг. С именем Арсения Грека в русской исторической литературе тесно связан вопрос о том, кто был основателем первой греко-латинской школы в Москве. Существовали предположения, что такая школа возникла ещё до воцарения Романовых, затем, на основании свидетельства известного путешественника Олеария, по которому школа была учреждена под надзором грека Арсения, митрополит Евгений и вслед за ним автор «Истории Московской славяно-греко-латинской академии», Смирнов приписали заслугу основания училища Арсению Греку. Но Филарет, архиепископ черниговский, не ознакомившись достаточно внимательно с книгою Олеария и основываясь на том, что последний посетил Россию в 1634 году, а Арсений Грек — в 1649 году, вывел неудачное заключение, что Олеарий подразумевал Арсения Глухого. Упуская вовсе из виду, что Олеарий ясно говорит о греке Арсении, тогда как Арсений Глухой был русский, Аристов, а за ним митрополит Макарий в своей «Истории русской церкви» присоединились к мнению Филарета. А. В. Горский считал, вместе с митрополитом Евгением, Арсения Грека Олеария и Арсения Грека времён Никона за одно и то же лицо; С. М. Соловьёв повторяет грубую ошибку Филарета; Миркович допускает существование двух Арсениев греков. Светочем в этом лабиринте догадок служит исследование С. А. Белокурова, доказавшего, что сведения о греко-латинской школе являются в книге Олеария позднейшим третьим дополнением, что школа открыта около 1653 года и, наконец, что сведения, сообщаемые Олеарием, относятся именно к Арсению Греку, который был «дидаскалом» первой греко-латинской школы, заведённой при Никоне.
Не менее загадочным, чем заслуги и значение Арсения Грека в истории русского просвещения в патриаршем периоде является сама личность его, которая при ближайшем знакомстве представляется мало привлекательною. Арсений несомненно был одним из образованнейших представителей греческой народности своего времени, но это был человек с крайне гибкими убеждениями и совестью. Помимо лёгкости, с какою он менял свои религиозные убеждения, рабской угодливости пред власть имущими и пред соловецкими монахами, помимо склонности ко лживым показаниям в пользу себя и во вред ближним, он не задумался перейти на сторону врагов патриарха Никона, когда тот потерял власть и не мог уже более с прежнею щедростью оказывать ему милости. В народе и преимущественно среди старообрядцев и раскольников недаром сложилось про него мнение, что он «волхв, еретик, звездочетец, исполнен скверны и смрада езувитских ересей». Деятельность его в исправлении книги занятия переводами, как и доверие, оказываемое Никоном, возбудили ненависть к нему в московском духовенстве. В 1654 году протопоп Неронов писал из заточения царю о нём: «…отнюдь не дерзати св. книг таковым переводити, ниже вручити, яко же оный лукавый чернец Арсений грек, о нём же патриарх иерусалимский Паисий писал к тебе из Путивля; а ныне он, Арсений, взят к Москве и живёт у патриарха Никона в келии, да и его свидетеля врага поставляет, а древних великих мужей и св. чудотворцев свидетельств отметает. Ох! Увы! Благочестивый царю! Стани добр, вонми плачу и молению твоих государевых богомольцев, — иностранных иноков, ересей вводителей, в совет не принимай».
Настоящее прозвище Арсения осталось неизвестным. По мнению Белокурова, он был прозван Греком из желания отличить его от других деятелей Арсениев, бывших в то время в Москве: киевлянина Арсения Сатановского и Арсения Суханова. Он был оставлен в Москве, главным образом, «для риторского учения» и хотя занимался этим делом ещё до ссылки в Соловки, но развил вполне свою педагогическую деятельность по возвращении оттуда. Судя по сохранившимся документам, Арсений с 1662 по 1666 год находился вторично в ссылке в Соловках.
Помимо «риторского учения», на него было возложено книжное дело. Он перевел следующие три греческих сочинения:
1. «Скрыжаль», соч. инока Иоанна Нафанаила, заключающее толкование литургии и других церковных обрядов. Знаменитый подлинник был прислан патриархом Паисием в 1653 году, а перевод с предисловием Епифания Славинецкого напечатан в 1655 году.
2. «Анфологион, си есть цветословие: страдальчества и мучения великомученицы Екатерины и святого великомученика Феодора Стратилата, и житие святого и преподобного Алексиа человека Божиа». Эта книга издана была в Москве в 1660 году. В ней, кроме того, имеются «Четверострочия Григориа Богослова» с «главизнами Максима Исповедника о любви». Митрополит Евгений ошибочно приписал перевод «Анфологиона» Арсению Сатановскому.
3. «Книга историчная или хронограф, сиречь летописец. Собрана убо древле от различных опасных историй вкратце и от еллинского языка на общий, сии речь на греческий, преведеся от преосвященнейшего митрополита монемвасийского кир Дорофея». Перевод «Хронографа» закончен и приготовлен к изданию в 1665 году; он остался, однако, ненапечатанным, несмотря на то, что был дан от царя приказ о напечатании его для распространения в духовенстве истинных понятий о происшествиях мира и в опровержение апокрифических сказаний. Подлинник хранится в рукописи в Московской синодальной библиотеке.

Вместе с Славинецким Арсений составил также славяно-латинский лексикон. Он же изобрел особый почерк или азбуку, которая поныне хранится в Московской типографической библиотеке и называется «арсениевской азбукой». Вообще, как учёный, Арсений многое сделал для русской литературы, хотя труды его до сих пор не нашли себе беспристрастной критической оценки, вследствие крайней сбивчивости сведений, имевшихся о них до последнего времени.

## Киновоплощения
- Георгиос Караяннидис — т/с «Раскол» (Россия, 2011)